# Estación de Aranjuez
Estación de Aranjuez vasútállomás Spanyolországban, Aranjuez városában. Része a Cercanías Madridnak.

## Forgalom
Az állomás a Cercanías Madrid C3-as vonalának a végállomása. Az elővárosi vonatok óránként-félóránként közlekednek Madridon keresztül egészen Estación de El Escorialig.
Az állomás előtti buszmegállót a város mind a négy autóbuszvonala érinti.

## Nevezetességek a közelben
- Aranjuez kulturális összképe

## Vasútvonalak
Az állomást az alábbi vasútvonalak érintik:
- Madrid-Valencia-vasútvonal
- Aranjuez-Valencia-vasútvonal

## Kapcsolódó állomások
A vasútállomáshoz az alábbi állomások vannak a legközelebb:
- Ciempozuelos (Estación de El Escorial, C-3a)
- Ciempozuelos (Línea C-3)

## Képek

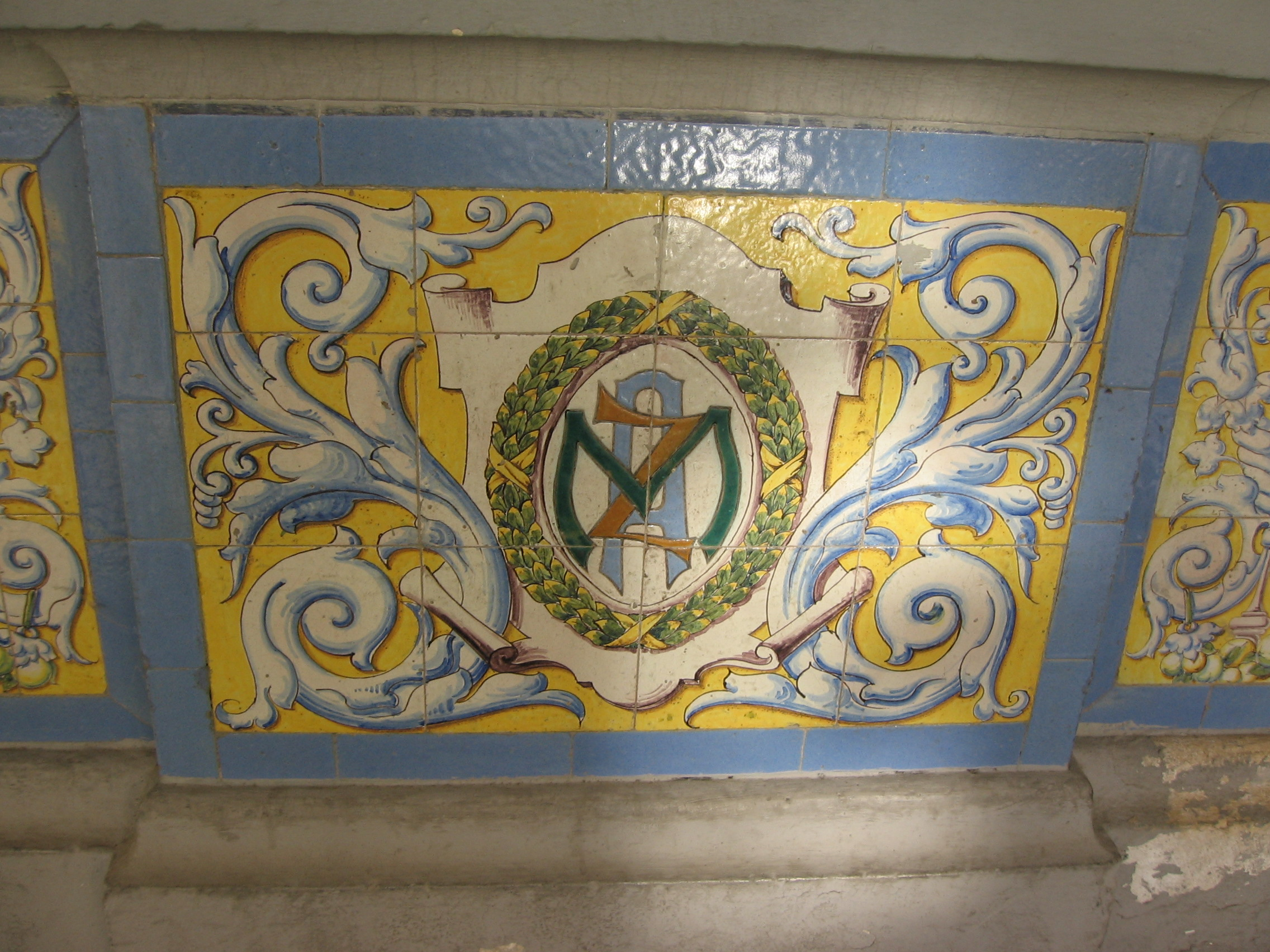
Mázas csempék az állomáson
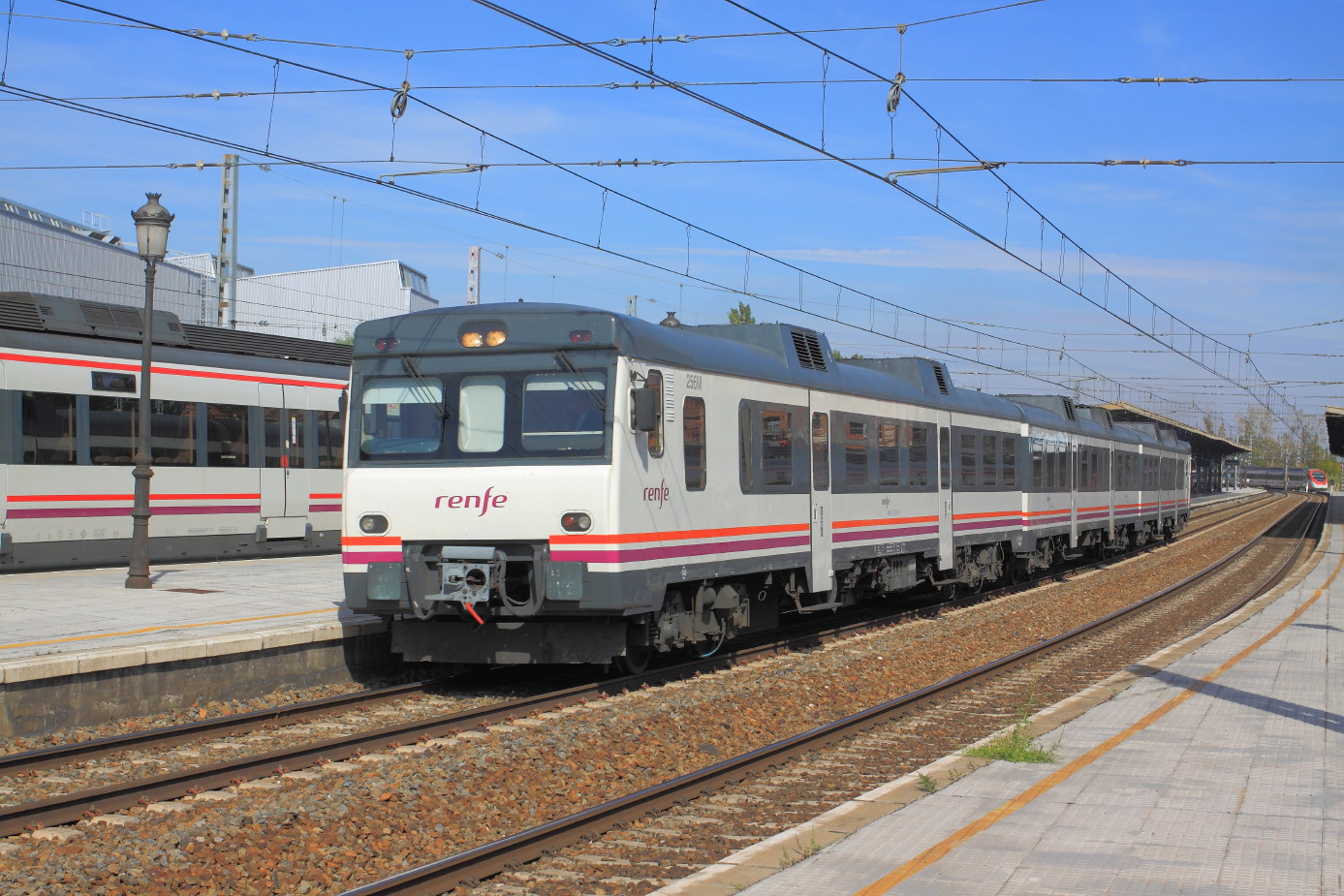
Dízelmotorvonat az állomáson
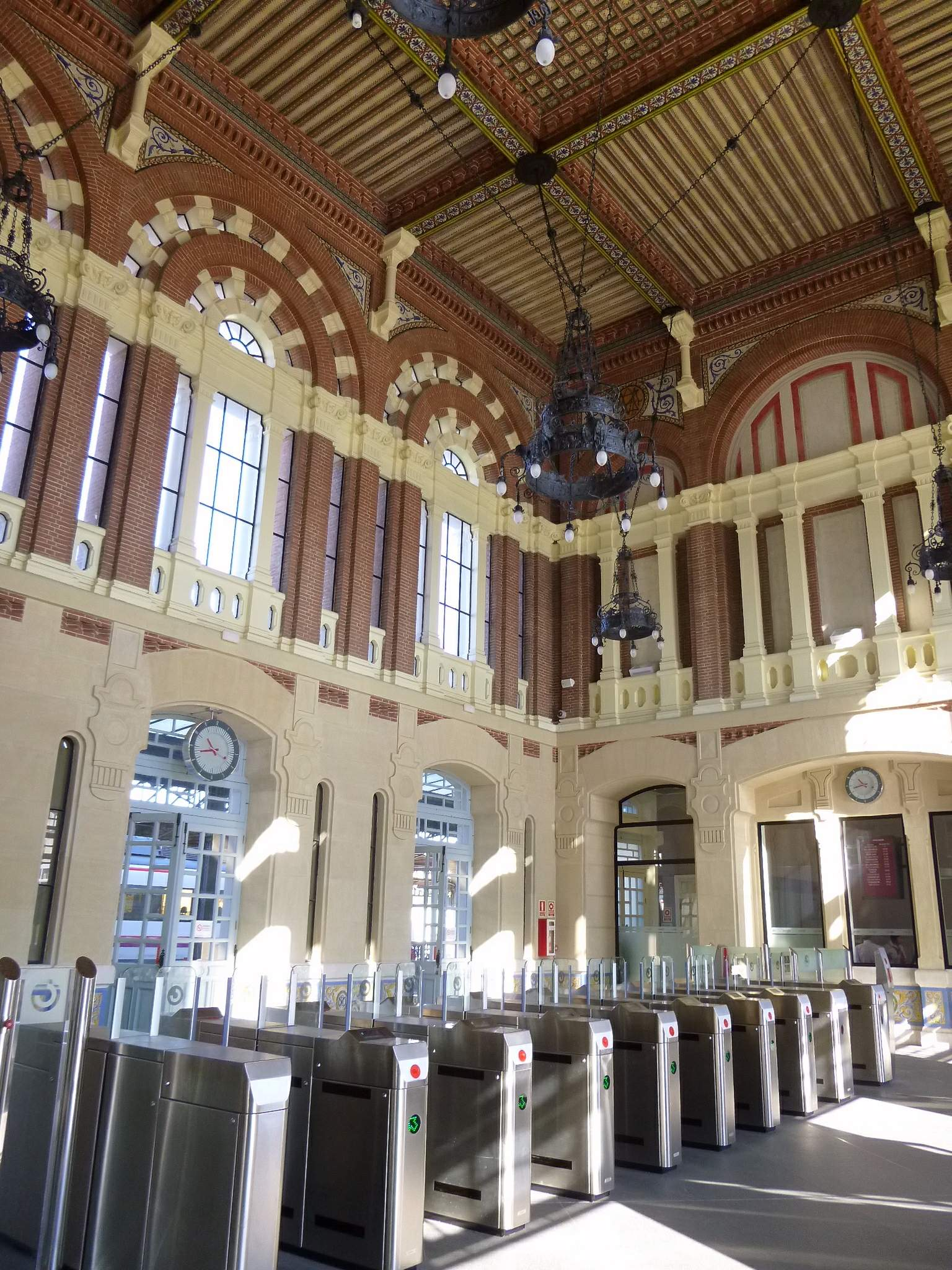
A váróterem
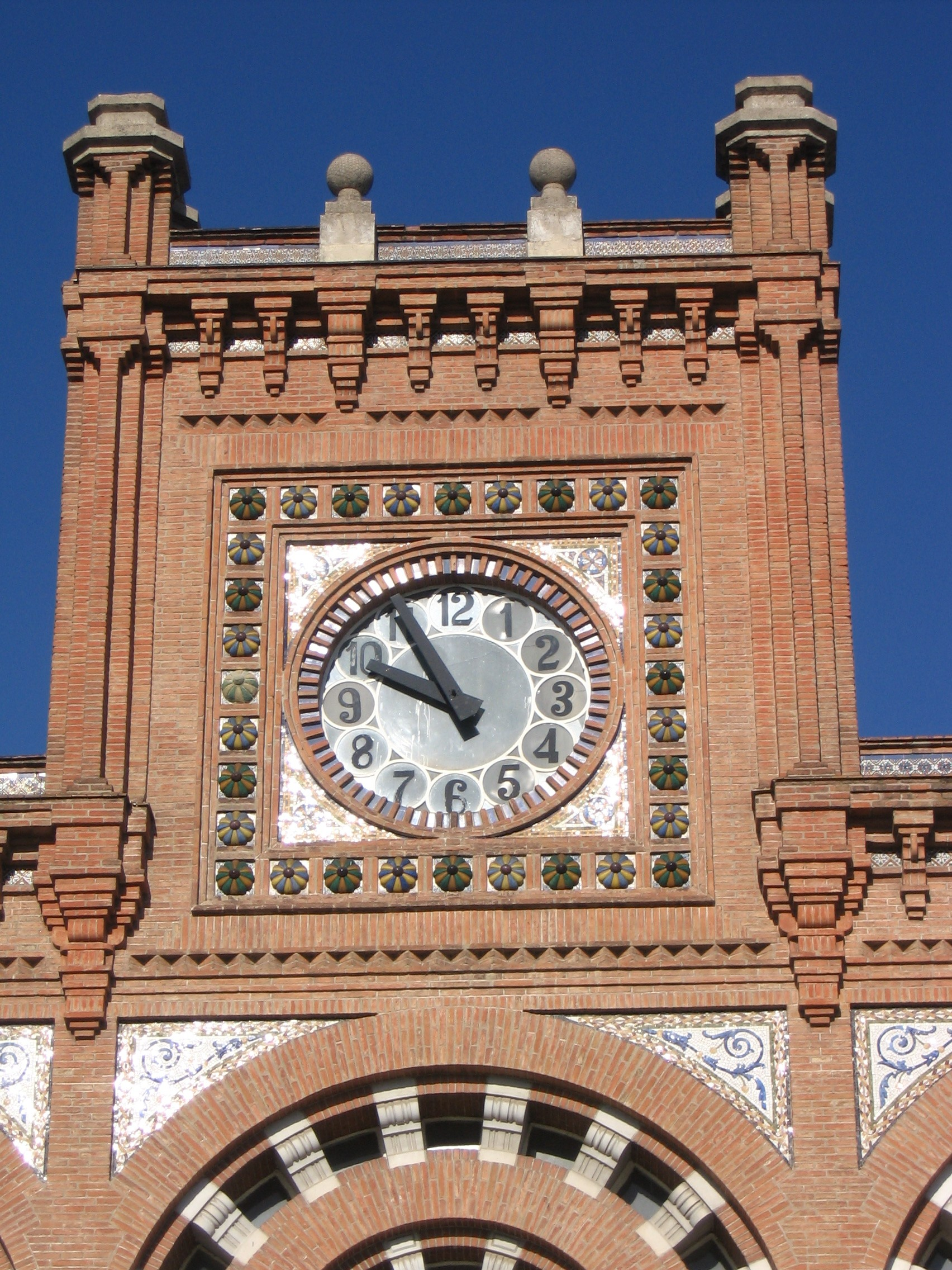
Az óra
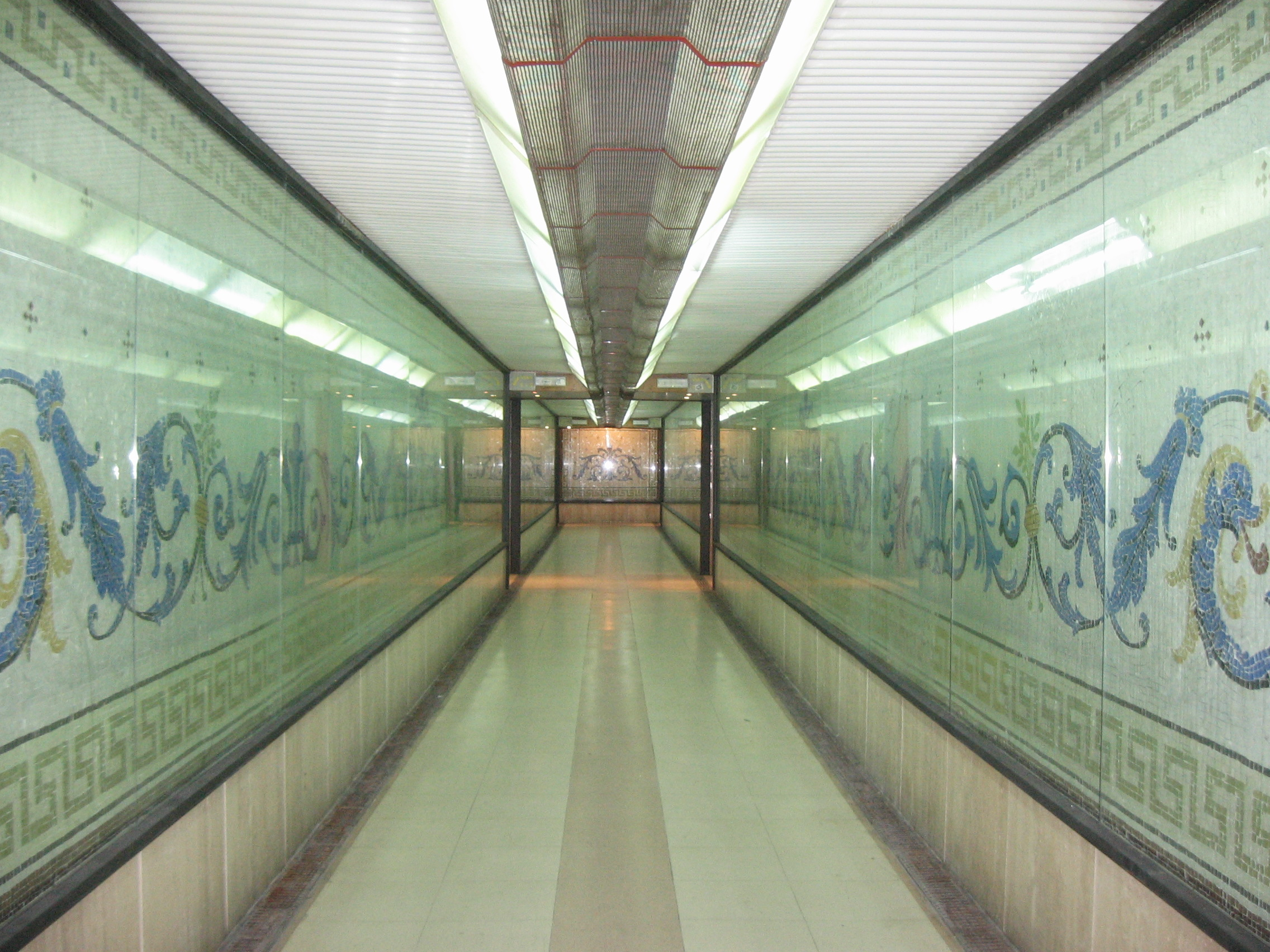
A gyalogos aluljáró
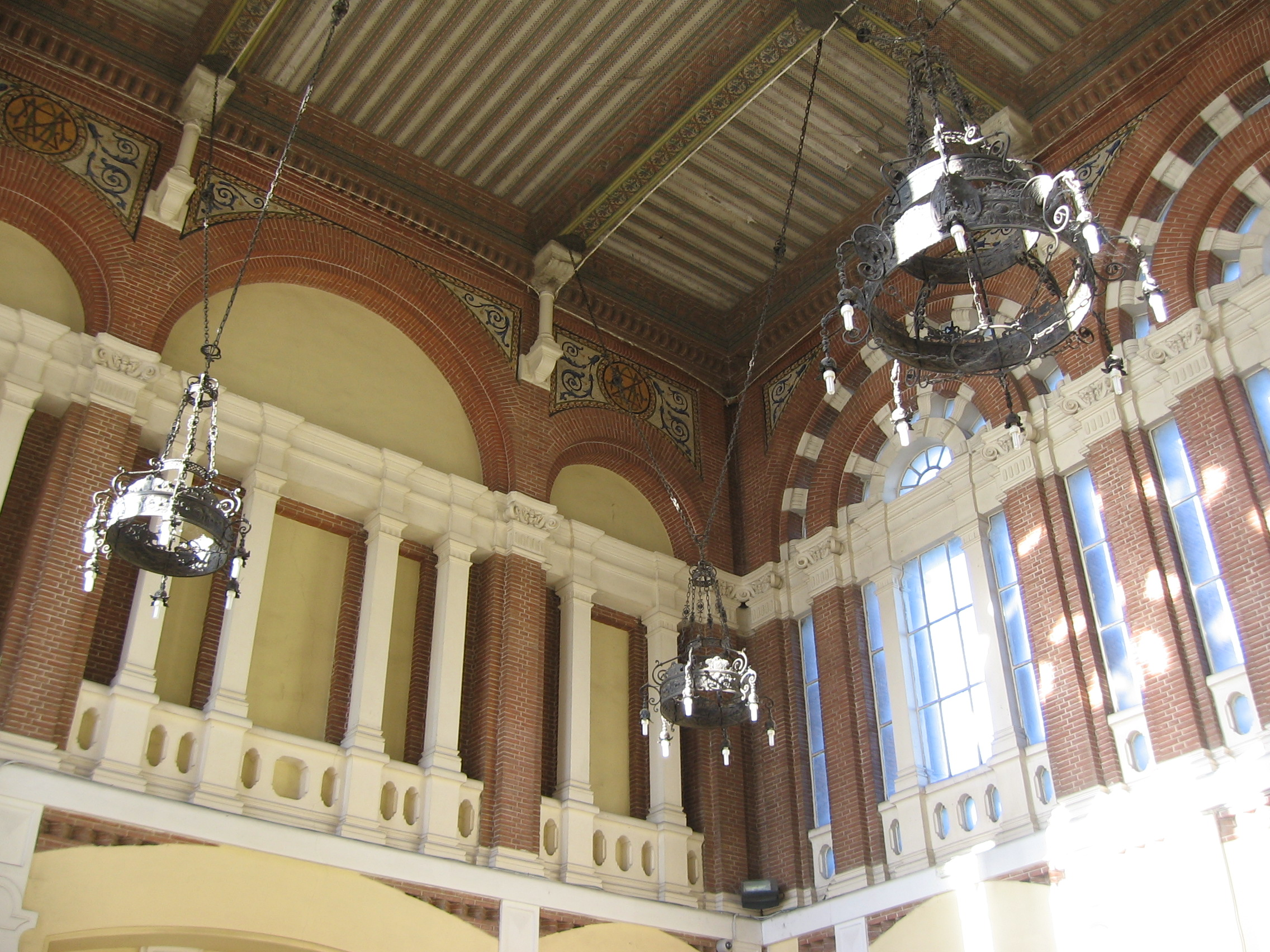
A díszes váróterem